# بوریس لیوانوف
بوریس لیوانوف (روسی: Бори́с Никола́евич Лива́нов؛ 8 may [سبک قدیمی: 25 april] 1904 – ۲۲ سپتامبر ۱۹۷۲) بازیگر، و کارگردان نمایش اهل اتحاد جماهیر شوروی سوسیالیستی بود.
از فیلم‌ها یا برنامه‌های تلویزیونی که وی در آن نقش داشته‌است می‌توان به دوبروفسکی، اکتبر: ده روزی که دنیا را تکان داد، مینین و پوژارسکی، نبرد استالینگراد، و شعر دریا اشاره کرد.
وی همچنین برندهٔ جوایزی همچون جایزه دولتی اتحاد شوروی، جایزه هنرمند مردمی اتحاد جماهیر شوروی، نشان لنین، هنرمند مردمی جمهوری شوروی فدراتیو سوسیالیستی روسیه، و نشان پرچم سرخ کار شده‌است.